# Merz-kormány
A Merz-kormány 2025. május 6-án alakult német szövetségi kormány, amely a 2021-től hivatalban lévő Scholz-kormányt váltotta. A kancellár Friedrich Merz. A kormányt a CDU/CSU és az SPD alkotja.

## Összetétele
A kancellár mellett a kabinet 17 miniszterből áll, akik közül 16-nak saját tárcája van, egy pedig különleges ügyekért felelős miniszter (hogy a kancellária vezetője kabinetbeli rangot kapjon). A miniszterek száma így egy fővel nőtt a Scholz-kabinettel összehasonlítva. Újonnan létrehozták a Szövetségi Digitális és Állami Modernizációs Minisztériumot, amely a közlekedési minisztériumból, valamint a belügyminisztérium és a gazdasági minisztérium egyes tárcáiból vált ki. Az egyéb tárcák átalakításai között szerepel a klímaügyi tevékenységek visszaillesztése a környezetvédelmi minisztériumba; ezeket a távozó miniszter, Robert Habeck idején egyesítették a gazdasági ügyekkel. Az oktatásért való felelősséget összevonják a család-, időskorúak-, nők- és ifjúsági ügyek tárcájával, míg a megmaradt kutatási minisztériumot kiegészítik a technológia és az űrhajózás feladatkörökkel.
A szövetségi kormány az ország alaptörvényének 62. cikke szerint a szövetségi kancellárból és a szövetségi miniszterekből áll. Ezért a parlamenti államtitkárok (esetleg államtitkár megnevezéssel) szűkebb értelemben nem szavazati joggal rendelkező kormánytagok, de mégis részt vesznek a kabinetüléseken. A szövetségi miniszterek hivatalos rangsorát a kormányalakítás után határozták meg.
| Rangsor | Tisztség                                                                                            | Fénykép                   | Miniszter            | Párt                             | Párt | Hivatal kezdete                                 |
| ------- | --------------------------------------------------------------------------------------------------- | ------------------------- | -------------------- | -------------------------------- | ---- | ----------------------------------------------- |
| 1       | Kancellár                                                                                           |                           | Friedrich Merz       | CDU                              |      | 2025. május 6.                                  |
| 2       | Kancellárhelyettes                                                                                  |                           | Lars Klingbeil       | SPD                              |      | 2025. május 6.                                  |
| 2       | Szövetségi gazdasági miniszter                                                                      |                           | Lars Klingbeil       | SPD                              |      | 2025. május 6.                                  |
| 3       | Szövetségi belügyminiszter                                                                          |                           | Alexander Dobrindt   | CSU                              |      | 2025. május 6.                                  |
| 4       | Szövetségi külügyminiszter                                                                          |                           | Johann Wadephul      | CDU                              |      | 2025. május 6.                                  |
| 5       | Szövetségi honvédelmi miniszter                                                                     |                           | Boris Pistorius      | SPD                              |      | 2023. január 19. (megújítva 2025. május 6.-tól) |
| 6       | Szövetségi gazdasági és energiaügyi miniszter                                                       |                           | Katherina Reiche     | CDU                              |      | 2025. május 6.                                  |
| 7       | Szövetségi kutatási, technológiai és űrügyi miniszter                                               |                           | Dorothee Bär         | CSU                              |      | 2025. május 6.                                  |
| 8       | Szövetségi igazságügyi és fogyasztóvédelmi miniszter                                                |                           | Stefanie Hubig       | SPD                              |      | 2025. május 6.                                  |
| 9       | Szövetségi oktatási, családügyi és időskorúakért felelős miniszter                                  |                           | Karin Prien          | CDU                              |      | 2025. május 6.                                  |
| 10      | Szövetségi munkaügyi és szociális miniszter                                                         |                           | Bärbel Bas           | SPD                              |      | 2025. május 6.                                  |
| 11      | Digitális átalakulásért és a kormányzásért felelős szövetségi miniszter                             |                           | Karsten Wildberger   | Független (2025. május 9. előtt) |      | 2025. május 6.                                  |
| 11      | Digitális átalakulásért és a kormányzásért felelős szövetségi miniszter                             | CDU (2025. május 9. után) | Karsten Wildberger   |                                  |      | 2025. május 6.                                  |
| 12      | Szövetségi közlekedési miniszter                                                                    |                           | Patrick Schnieder    | CDU                              |      | 2025. május 6.                                  |
| 13      | Szövetségi környezetvédelmi, éghajlat-politikai, természetvédelmi és nukleáris biztonsági miniszter |                           | Carsten Schneider    | SPD                              |      | 2025. május 6.                                  |
| 14      | Szövetségi egészségügyi miniszter                                                                   |                           | Nina Warken          | CDU                              |      | 2025. május 6.                                  |
| 15      | Szövetségi mezőgazdasági, élelmiszer- és regionális identitásügyi miniszter                         |                           | Alois Rainer         | CSU                              |      | 2025. május 6.                                  |
| 16      | Szövetségi gazdasági együttműködési és fejlesztési miniszter                                        |                           | Reem Alabali-Radovan | SPD                              |      | 2025. május 6.                                  |
| 17      | Szövetségi lakásügyi, városfejlesztési és építésügyi miniszter                                      |                           | Verena Hubertz       | SPD                              |      | 2025. május 6.                                  |
| 18      | Különleges ügyekért felelős szövetségi miniszter                                                    |                           | Thorsten Frei        | CDU                              |      | 2025. május 6.                                  |
| 18      | A Kancellária vezetője                                                                              |                           | Thorsten Frei        | CDU                              |      | 2025. május 6.                                  |

## Fordítás
- Ez a szócikk részben vagy egészben  a   Merz cabinet című angol Wikipédia-szócikk ezen változatának fordításán alapul.  Az eredeti cikk szerkesztőit annak laptörténete sorolja fel. Ez a jelzés csupán a megfogalmazás eredetét és a szerzői jogokat jelzi, nem szolgál a cikkben szereplő információk forrásmegjelöléseként.